# بوفيدون يودي
بوفيدون أيودين أو ما يسمى بالأيودوبوفيدون أو بيتادين (بالإنجليزية: Povidone-iodine PVP-I )‏  وهو مادة معقمة لتطهير جروح الجلد قبل و بعد العمليات . ويمكن استخدامه لتطهير جروح المريض وأيدي مزودي الرعاية الصحية . ويمكن استخدامه أيضا للجروح الطفيفة, ويتم وضعه على الجلد بشكله السائل أو بشكل بودرة. 
تتضمن آثاره الجانبية تهيجا في الجلد  وفي حال تم استخدامه لجروح كبيرة يمكن أن يحدث مشاكلا في الكلى، ارتفاعا في صوديوم الدم حماضا أيضياً،  ولا ينصح باستخدامه للحامل بأقل من 32 أسبوعا أو لمن يتناولون الليثيوم، كذلك لا ينصح باستخدامه من قبل الأشخاص الذين يعانون من مشاكل في الغدة الدرقية. 
ويعتبر البوفيدون أيودين معقدا كيميائيا مكونا من: بولي فينيل بايروليدين، يوديد الهيدروجين و عنصر اليود،  وهو يحوي بين  9% إلى 12% من اليود , يعمل عن طريق إطلاق اليود والذي يسبب موت أنواع كثيرة من الكائنات الدقيقة.  
تم استخدام البوفيدون أيودين تجاريا عام 1955، وهو موضوع على قائمة منظمة الصحة العالمية للأدوية الأساسية، الأدوية الأكثر  فعالية وأمانا لصحة الجسم، وهو متاح ضمن مجموعة الأدوية بدون وصفة. 
تبلغ قيمة البيع في البلدان النامية بين 3.30 دولارا إلى 11.40 دولارا للتر الواحد من المحلول  بتركيز 10%  ويبلغ سعر هذه الكمية في المملكة المتحدة حوالي 10.86 حسب الخدمات الصحية الوطنية، ويباع بأسماء تجارية مختلفة كالبيتادين.

## الاستخدامات الطبية

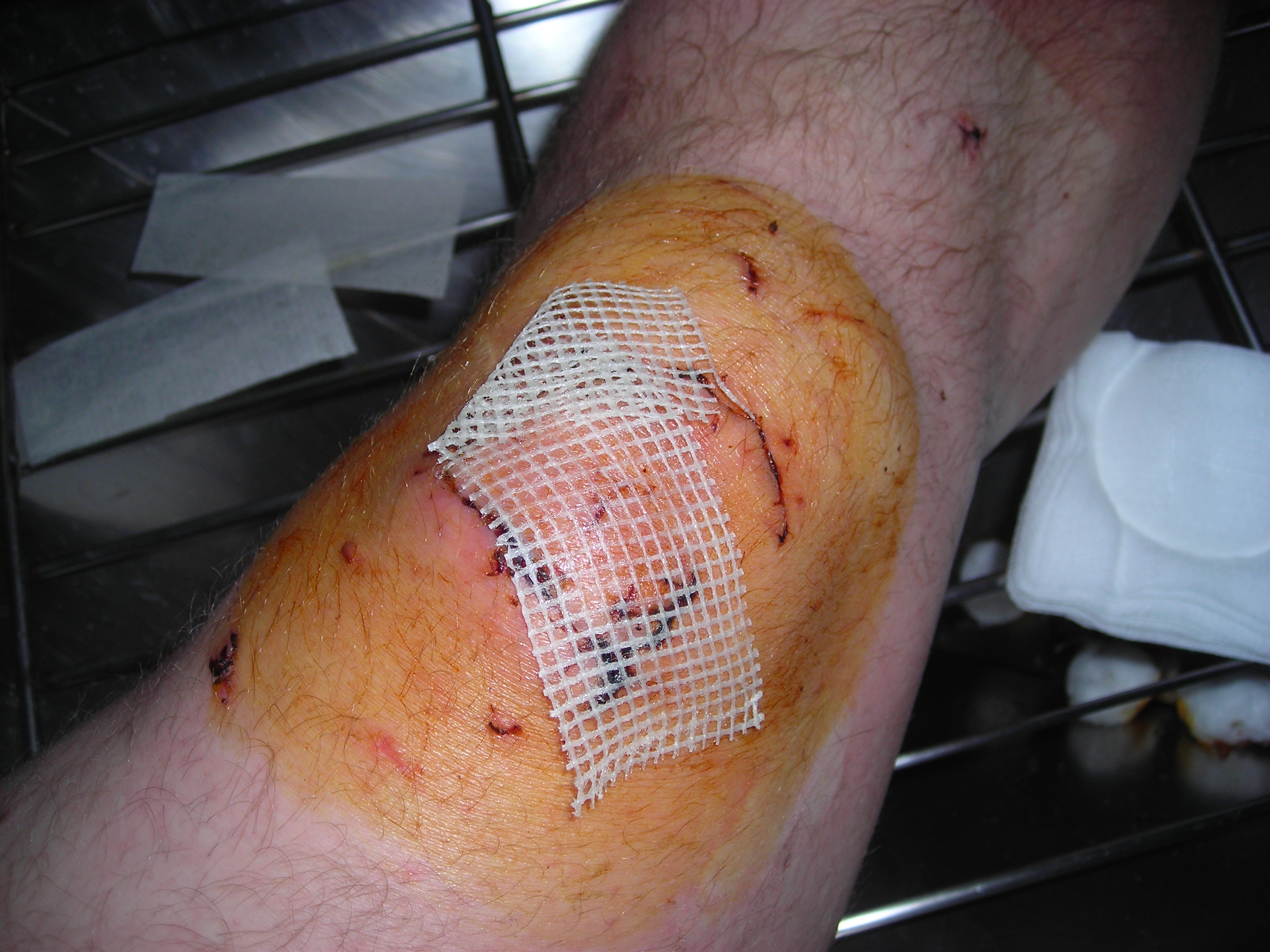
Wound area covered in povidone-iodine. Gauze has also been applied.

بوفيدون أيودين مادة مطهرة واسعة الطيف تستخدم موضعيا لعلاج والوقاية من التهابات الجروح , يمكن استخدامه في الإسعافات الأولية للجروح الطفيفة , كشط الجلد , الحروق والتقرحات , ويظهر البوفيدون أيودين مفعولا طويل الأمد مقارنة بصبغة اليود نظرا لبطء امتصاصه عبر الأنسجة الطرية مما جعله خيارا مناسبا للعمليات الطويلة .
ونتائج استخدامه مشابهة للكلورهكسيدين ولكن هناك بعض المخاوف من آثاره الجانبية . 
لا يمكن للبكتيريا مقاومة البوفيدون أيودين.
وبالتالي فإن للبوفيدون أيودين تطبيقات طبية  واسعة  كمنظف في العمليات الجراحية , تنظيف الجلد قبل وبعد العملية , لعلاج والوقاية من التهابات الجروح والتقرحات والحروق , لعلاج قرحة الفراش التقرحات الوريدية , وكذلك في طب النساء لعلاج الالتهاب المهبلي الفطري والالتهاب الذي تسببه المشعرة المهبلية أو التهابات المختلطة , لذلك فإنه يتواجد بعدة تراكيز من 7.5% - 10.0% بشكل محلول , بخاخ , منظف للعمليات , مرهم أو على شكل مسحات .
ولأن استخدامه يكون في ظروف حرجة لذلك فإن معظم أشكاله تكون معقمة , أما الأشكال غير المعقمة منه فيتم استخدامها على الجلد السليم مباشرة مع التأكد من عدم وجود جرح ,  ذلك أن غير المعقم  منه معروف بأنه بتلوثه ببكتيريا  B. Cepacia أو أحد مسببات المرض الانتهازية الأخرى , وبسبب قدرته على تثبيط تلك البكتيريا ازدادت أهميته كمعقم للتجهيزات الطبية .

### العيون
يستخدم المحلول  المنظم من البوفيدون أيودين بتركيز 2.5 % للوقاية من الرمد الوليدي , خاصة الذي تسببه بكتيريا النيسيرية  البنية Neisseria gonorrhoeae  أو بكتيريا المتدثرة التراخومية Chlamydia trachomatis.  , لكنه إلى الآن لا يبدو واضحا ما إذا كان البوفيدون أيودين أكثر فعالية حقا من الطرق الأخرى لعلاج الرمد عند حديثي الولادة  ولكنه مناسب جدا في هذه الحالات , وهو فعال أيضا ضد الفطريات و الفيروسات كالفيروس المسبب للإيدز  وفيروس الهربس البسيط.

### الالتصاق الجنبي
يستخدم لعلاج الالتصاق الجنبي  وهو بنفس فعالية وأمان بودرة التالك , ويفضل استخدامه لسهولة وجوده و رخص ثمنه.

### البدائل
هناك دليل تجريبي أن الكلورهيكسيدين و الكحول المغير أفضل للاستخدام على الجلد قبل العمليات من البوفيدون ايودين مع الكحول , لكنه غير قوي كفاية.

## موانع الاستعمال
يمنع استخدامه مع المرضى الذين يعانون من فرط نشاط في الغدة الدرقية أو أمراض الغدة الدرقية الأخرى , أو بعد العلاج باليود المشع, كذلك في المرضى الذين يعانون من التهاب الجلد الهربسي ( مرض دوهرنغ ).

## الآثار الجانبية
تبلغ نسبة التحسس من الدواء حوالي 0.7%.

## التفاعلات الدوائية
يتفاعل البوفيدون أيودين مع بيروكسيد الهيدروجين , الفضة , التاوروليدين , البروتينات والأنزيمات بحيث يجعلها غير فعالة . يتفاعل أيضا مع مركبات الزئبق معطيا مركبا حارقا يسمى يوديد الزئبق , كذلك مع المعادن الأخرى لذلك فهو غير مناسب لتعقيم الأدوات المعدنية. 
يتم امتصاصه عبر الجلد بدرجات متفاوتة حسب مساحة و مكان وضعه . 
يتفاعل مع الفحوص المخبرية التشخيصية لأمراض الغدة الدرقية كاليود المشع , أو المواد التي تستخدم لتشخيص بعض الأمراض في البول والبراز مثل راتينج جياك.

## الكيمياء

الشكل الكيميائي

البوفيدون أيودين معقد كيميائي مكون من البوفيدون و يوديد الهيدروجين وعنصر اليود , وهو ذائب بشكل كامل في الماء البارد والفاتر , الإيثانول , إيزوبروبانول , بولي إيثيلين غليكول و الغليسرول , ثباته في المحلول أكثر من صبغة اليود أو محلول لوغول . 
يتم تحرير اليود من المعقد ببطء في المحلول , ويمكنه قتل بدائيات النوى وحقيقيات النوى من خلال إضافة اليود إلى الدهون وأكسدة المركبات في الغشاء الخلوي والسيتوبلازما , ويظهر هذا المركب طيفا واسعا ضد البكتيريا , الفطريات , الأحياء الأولية والفيروسات , ولأن تحرير اليود يتم ببطء من المعقد فإن سميته على الثدييات أقل . 
ويمكن إضافة البوفيدون أيودين إلى الجل المائي والذي تتكون تركيبته الأساسية من : كاربوكسي ميثل سيللوز , بولي فينيل الكحول والجيلاتين أو من البولي أكريلاميد الشبكي , والتي تستخدم لتغطية الجروح . 
وتختلف سرعة إطلاق اليود من البوفيدون أيودين بين أنواع الجل المختلفة  فهي تعتمد على تركيبته : تكون أكبر في الكاربوكسي ميثيل سيللوز / البولي فينيل الكحول وأقل في الجيلاتين . 

## تاريخ
تم اكتشافه عام 1955 في مختبرات السموم الصناعية في فيلادلفيا, وتم تجربته في المختبر لدراسة أثره المضاد للبكتيريا و وجد أن هذا العقد كان أقل سمية على الفئران من صبغة اليود , أما التجارب السريرية على الإنسان أظهرت أن هذا المركب أفضل من غيره من التراكيب الحاوية على اليود
بعد اكتشاف اليود من قبل العالم بيرنارد كورتوس عام 1811 تم استخدامه بشكل واسع لعلاج والوقاية من التهاب الجروح في الجلد , وتم ملاحظة أثره الفعال واسع الطيف كمبيد للجراثيم والفطريات والفيروسات و أحاديات النوى. 
بالعودة إلى استخدامه بشكله كمحلول مائي وجد أنه يسبب تهيجا في مكان وضعه و  سمية وتصبغا في الأنسجة المحيطة , تم التغلب على هذه المشاكل بصنعه بشكل بوفيدون أيودين حيث وضع البوفيدون بشكل معقد وبذلك تم تقليل تركيز اليود الحر وبذلك يقدم المنتج شكلا حاملا لليود.

## أبحاث
وجد أن للبوفيدون أيودين تطبيقات في مجال مواد النانو , أما في تطبيقات شفاء الجروح تم تطويره ليصبح على شكل حصيرة من ذرات لكربون محاطة بطبقة واحدة من البوفيدون أيودين .
وجدت الأبحاث سابقا أن البلمر من البولي فينيل بيروليدين يمكن أن يلتف حول كل أنيبيبات النانو من الكربون ليشكل مركبا ذائبا في الماء .